# Quân đoàn 3, Quân đội nhân dân Việt Nam
Quân đoàn 3, còn gọi là Binh đoàn Tây Nguyên là một trong các quân đoàn chủ lực cơ động của Quân đội nhân dân Việt Nam, được thành lập ngày 26 tháng 3 năm 1975 tại Tây Nguyên, giải thể ngày 15 tháng 12 năm 2024. Quân đoàn 3 cùng Quân đoàn 4 được tổ chức lại thành Quân đoàn 34.

## Lịch sử hình thành
Chiến dịch Tây Nguyên thành công lớn, quân đội Việt Nam Cộng hòa bị xóa sổ khỏi Tây Nguyên và bỏ chạy về duyên hải miền trung. Ngày 26 tháng 3 năm 1975, các đơn vị chủ lực Quân đội nhân dân Việt Nam tại Tây Nguyên tập hợp lại thành một đơn vị cấp quân đoàn. Khi đó gồm có: Sư đoàn 316 (đoàn Bông Lau); Sư đoàn 10 (đoàn Đăktô), Sư đoàn 320 (đoàn Đồng Bằng); Sư đoàn 2 (Quảng – Đà) ở phía bắc quân khu; Trung đoàn xe tăng 273, Trung đoàn đặc công 198 và một số đơn vị hỗ trợ.
Ngay sau khi thành lập, quân đoàn 3 hành quân cơ giới xuống Nam bộ, tập kết ở Củ Chi và đánh Đồng Dù, rồi tham gia chiến dịch Hồ Chí Minh. Riêng Sư đoàn 2 trở lại Quân khu 5 , tiến công Sài Gòn từ hướng Tây Bắc., Trung đoàn 198 được tăng cường cho sư đoàn đặc công của Lê Bá Ước, trong khi đó 2 trung đoàn Gia Định được phối thuộc tạm thời cho QĐ3.
Sau ngày thống nhất đất nước, Quân đoàn 3 trú ở khu vực Tây Nguyên và Trung bộ, tham gia truy quét FULRO. Quân đoàn 3 có thêm Sư đoàn 31 (đoàn Tà Sanh) từ khu vực Cánh Đồng Chum trở về.
Từ năm 1978, Quân đoàn 3 truy quét đánh đổ Khmer Đỏ và giải phóng toàn bộ Campuchia.
Từ năm 1979 Quân đoàn bàn giao toàn bộ địa bàn Campuchia cho Quân đoàn 4 tiếp quản. Và toàn bộ quân đoàn 3 ra bắc để thành lập tuyến phòng thủ Sông Cầu, chống quân Trung Quốc từ năm 1979 đến 1987 trong chiến tranh biên giới phía bắc tại Bắc Thái.
Từ năm 1987... Quân đoàn 3 trở lại đóng quân ở khu vực Tây Nguyên.. để hỗ trợ cho quân đội Việt Nam, quân đoàn 4 rút hoàn toàn quân đóng tại Campuchia về nước. Đồng thời, lập tuyến phòng thủ Tây Nguyên.

## Trụ sở
Bộ Tư lệnh Quân đoàn 3 đặt tại đường Lê Duẩn, phường Thắng Lợi, Thành phố Pleiku, Tỉnh Gia Lai. Trước năm 1975, đây là Thành Pleime và là trụ sở Bộ Tư lệnh Quân đoàn II Việt Nam Cộng hòa.

## Lãnh đạo hiện nay
- Tư lệnh: Thiếu tướng Nguyễn Bá Lực, Phó Bí thư Đảng ủy
- Chính ủy: Thiếu tướng Nguyễn Văn Lanh, Bí thư Đảng ủy
- Phó Tư lệnh kiêm Tham mưu trưởng: Đại tá Lê Văn Cương
- Phó Tư lệnh: Đại tá Hà Viết Liễn
- Phó Tư lệnh: Thiếu tướng Đặng Sỹ Lộc
- Phó Chính ủy: Đại tá Nguyễn Thanh Phong

Biểu tượng Quân đoàn 3

## Tổ chức Đảng

### Tổ chức chung
Từ năm 2006 thực hiện chế độ Chính ủy, Chính trị viên trong Quân đội. Tổ chức Đảng bộ trong Quân đoàn 3 theo phân cấp như sau:
- Đảng bộ Quân đoàn 3 là cao nhất.
- Đảng bộ Bộ Tham mưu, Cục Chính trị, Cục Hậu cần, Cục Kỹ thuật, các Sư đoàn, Lữ đoàn và các đơn vị tương đương khác.
- Đảng bộ các đơn vị cơ sở trực thuộc các Cục, Sư đoàn (tương đương cấp Tiểu đoàn và Trung đoàn)
- Chi bộ các cơ quan đơn vị trực thuộc các đơn vị cơ sở (tương đương cấp Đại đội)

### Thành phần
Về thành phần của Đảng ủy Quân đoàn 3 thường bao gồm như sau:
1. Bí thư: Chính ủy Quân đoàn 3
2. Phó Bí thư: Tư lệnh Quân đoàn 3

Ban Thường vụ
1. Ủy viên Thường vụ: Phó Tư lệnh kiêm Tham mưu trưởng
2. Ủy viên Thường vụ: Phó Chính ủy Quân đoàn
3. Ủy viên Thường vụ: Chủ nhiệm chính trị Quân đoàn

Ban Chấp hành Đảng bộ
1. Đảng ủy viên: Phó Tư lệnh
2. Đảng ủy viên: Phó Tham mưu trưởng
3. Đảng ủy viên: Cục trưởng Cục Hậu cần
4. Đảng ủy viên: Cục trưởng Cục Kỹ thuật
5. Đảng ủy viên: Phó Chủ nhiệm UBKT ĐUQĐ
6. Đảng ủy viên: Phó Chủ nhiệm chính trị
7. Đảng ủy viên: Chính ủy Sư đoàn 10
8. Đảng ủy viên: Chính ủy Sư đoàn 320
9. Đảng ủy viên: Sư đoàn trưởng Sư đoàn 31
10. Đảng ủy viên: Hiệu trưởng Trường Quân sự
11. Đảng ủy viên: Lữ đoàn trưởng
12. Đảng ủy viên: Lữ đoàn trưởng

## Tổ chức chính quyền

### Cơ quan trực thuộc
- Văn phòng
- Thanh tra
- Phòng Tài chính
- Phòng Khoa học Quân sự
- Phòng Thông tin Khoa học quân sự
- Phòng Điều tra hình sự
- Phòng Cứu hộ cứu nạn
- Phòng Kinh tế
- Bộ Tham mưu
- Cục Chính trị
- Cục Hậu cần
- Cục Kỹ thuật

### Đơn vị trực thuộc Quân đoàn
- Sư đoàn Bộ binh cơ giới 320 (đoàn Đồng Bằng) [5] tại xã Biển Hồ, Thành phố Pleiku, Gia Lai
- Sư đoàn Bộ binh 10 (đoàn ĐắkTô)[6] tại Thành phố Kon Tum, Kon Tum
- Sư đoàn Bộ binh 31 (đoàn Lam Hồng)[7] tại xã Phước Thành, tại Huyện Tuy Phước, Bình Định
- Lữ đoàn Pháo binh 40[8] tại xã Đắk Yắ, Huyện Mang Yang, Gia Lai
- Lữ đoàn Phòng không 234 (đoàn Tam Đảo)[9] tại xã Ia Băng, huyện Đak Đoa, Gia Lai
- Lữ đoàn Xe tăng 273 (đoàn Sơn Lâm)[10] tại xã K'Dang Huyện Đak Đoa, Gia Lai
- Lữ đoàn Công binh 7 (đoàn Hùng Vương)[11] tại xã Hà Tam, huyện Đak Pơ, Gia Lai
- Trường Quân sự Quân đoàn 3[12] tại xã Cát Hanh, huyện Phù Cát, Bình Định
- Trường Cao đẳng nghề số 21[13] tại phường Thống Nhất, Thành phố Pleiku,Gia Lai (chuyển về Binh đoàn 15 từ năm 2021)
- Công ty Lam Sơn[14] tại phường Thắng Lợi, Thành phố Pleiku, Gia Lai
- Trại giam Quân đoàn 3 tại phường Thắng Lợi, Thành phố Pleiku, Gia Lai

### Đơn vị trực thuộc Cục
- Tiểu đoàn Thông tin 29, Bộ Tham mưu[15] tại Huyện Đak Đoa, Gia Lai
- Tiểu đoàn Hóa học 21, Bộ Tham mưu tại Huyện Đak Đoa, Gia Lai
- Tiểu đoàn Vệ binh 27, Bộ Tham mưu tại Thành phố Pleiku, Gia Lai
- Tiểu đoàn Trinh sát 28, Bộ Tham mưu tại Thành phố Pleiku, Gia Lai
- Tiểu đoàn Trinh sát pháo binh 7, Bộ Tham mưu tại Thành phố Pleiku, Gia Lai
- Trung tâm Xử lý bom mìn và môi trường, Bộ Tham mưu tại Thành phố Pleiku, Gia Lai
- Bảo tàng Quân đoàn, Cục Chính trị tại Thành phố Pleiku, Gia Lai
- Viện Kiểm sát Quân đoàn, Cục Chính trị
- Xưởng In, Cục Chính trị
- Tiểu đoàn Vận tải 827, Cục Hậu cần[16] tại Thành phố Pleiku, Gia Lai
- Bệnh viện Quân y 211, Cục Hậu cần[17] tại Thành phố Pleiku, Gia Lai
- Kho 81, Cục Hậu cần Thành phố Pleiku, Gia Lai
- Tiểu đoàn 30, Cục Kỹ thuật tại Thành phố Pleiku, Gia Lai
- Kho Kỹ thuật Z9,Cục kỹ thuật tại Huyện Ia Grai, Gia Lai

## Thành tích
- Danh hiệu Anh hùng lực lượng vũ trang nhân dân[3]
- Huân chương Quân công hạng nhì[2]

## Lãnh đạo qua các thời kỳ

### Tư lệnh
| TT | Họ tên (Năm sinh–năm mất)   | Thời gian đảm nhiệm | Cấp bậc tại nhiệm                                         | Chức vụ cuối cùng | Ghi chú                                |
| -- | --------------------------- | ------------------- | --------------------------------------------------------- | --- | -------------------------------------- |
| 1  | Vũ Lăng (1921–1988)         | 1975–1977           | Thiếu tướng (1974) Trung tướng (1980)                     | Thượng tướng (1986) Giám đốc Học viện Lục quân (1977–1988) | Anh hùng Lực lượng Vũ trang Nhân dân   |
| 2  | Nguyễn Kim Tuấn (1926–1979) | 1977–1979           | Thiếu tướng                                               | | Anh hùng Lực lượng Vũ trang nhân dân   |
| 3  | Nguyễn Quốc Thước (1926–)   | 1979–1982           | Trung tướng (1987)                                        | Tư lệnh Quân khu 4 (1987–1996) | Anh hùng lực lượng vũ trang nhân dân   |
| 4  | Khuất Duy Tiến (1931–)      | 1982–1989           | Thiếu tướng (1984) Trung tướng (1990)                     | Cục trưởng Cục Quân lực (1989–1994) Hiệu trưởng Trường Sĩ quan Lục quân 1 (1994–1997)                                                                                   | Anh hùng lực lượng Vũ trang nhân dân   |
| 5  | Trần Tất Thanh (1938–1998)  | 1989–1991           | Thiếu tướng (1988) Trung tướng (1998)                     | Hiệu trưởng Trường Sĩ quan Lục quân 1 (1992–1994) Phó tư lệnh–TMT Quân khu 2(1994–1998) Tư lệnh Quân khu II (1998– mất)                                                 |                                        |
| 6  | Lê Quang Bình (1947–)       | 1992-1993           | Thiếu tướng (1993) Trung tướng (1999)                     | Chủ nhiệm Ủy ban Quốc phòng– An ninh Quốc hội(2001–2011) |                                        |
| 7  | Đỗ Công Mùi (1942–2014)     | 1993-1997           | Thiếu tướng                                               | Thiếu tướng Phó Tư lệnh Quân khu III; Phó Chủ tịch Hội CCB Việt Nam khóa V                                                                                              |                                        |
| 8  | Nguyễn Hữu Hạ (1947–2022)   | 1997–2000           | Thiếu tướng (2002) Trung tướng (2006)                     | Cục trưởng Cục Điều tra Hình sự (2000–2002) Hiệu trưởng Trường Sĩ quan Lục Quân 1 (2002–2007)                                                                           |                                        |
| 9  | Phạm Xuân Hùng (1953–)      | 2002–2004           | Thiếu tướng (2002) Trung tướng (2006) Thượng tướng (2014) | Giám đốc Học viện Quốc phòng (2007–2008) Phó Tổng Tham mưu trưởng (2008–2016)                                                                                           | Ủy viên TW Đảng Khóa 10,11 (2006–2016) |
| 10 | Nguyễn Trung Thu (1954–)    | 2004–2007           | Thiếu tướng (2002) Trung tướng (2007)                     | Tư lệnh Quân khu 5 (2007–2010), Anh hùng Lực lượng Vũ trang Nhân dân (2012) Phó Tổng Tham mưu trưởng (2010–2014)                                                        |                                        |
| 11 | Nguyễn Vĩnh Phú (1954–)     | 2007–2009           | Thiếu tướng (2007) Trung tướng (2011)                     | Chủ nhiệm Tổng cục Hậu cần (2009–2014) |                                        |
| 12 | Nguyễn Đức Hải (1958–)      | 2009–2012           | Thiếu tướng (2009) Trung tướng (2014)                     | Viện trưởng Viện Chiến lược Quốc phòng (2014–2018) |                                        |
| 13 | Đậu Đình Toàn (1958–)       | 2012–6.2015         | Thiếu tướng (2012) Trung tướng (2016)                     | Cục trưởng Cục Quân huấn, Bộ Tổng tham mưu Quân đội nhân dân Việt Nam (6.2015–7.2018)                                                                                   |                                        |
| 14 | Vũ Văn Sỹ                   | 6.2015–7.2018       | Thiếu tướng (2015)                                        | Cục trưởng Cục Quân huấn, Bộ Tổng tham mưu Quân đội nhân dân Việt Nam (7.2018–2.2020) Cục trưởng Cục Quân lực, Bộ Tổng tham mưu Quân đội nhân dân Việt Nam (2.2020–nay) |                                        |
| 15 | Thái Văn Minh               | 7.2018–2.2020       | Thiếu tướng (2018)                                        | Cục trưởng Cục Quân huấn, Bộ Tổng tham mưu Quân đội nhân dân Việt Nam (2.2020–nay)                                                                                      | 2.2020–nay                             |
| 16 | Nguyễn Anh Tuấn             | 4.2020– 9/2023      | Thiếu tướng                                               | Phó Viện trưởng Viện Chiến lược Quốc phòng |                                        |
| 17 | Nguyễn Bá Lực               | 10/2023-nay         | Đại tá                                                    | |                                        |

### Chính ủy, Phó Tư lệnh chính trị
- Tháng 3, 1975 – Tháng 3, 1977: Đặng Vũ Hiệp, Đại tá, Thiếu tướng (1977), Trung tướng (1981), Thượng tướng (1988), sau là Thứ trưởng Bộ Quốc phòng, Phó Chủ nhiệm Tổng cục chính trị.
- Tháng 3, 1977 – Tháng 2, 1979: Phí Triệu Hàm, Đại tá.
- Tháng 3, 1979 – Tháng 12, 1979: Phạm Sinh, Thiếu tướng.
- Tháng 12, 1979 – Tháng 10, 1987: Hà Quốc Toản, Đại tá, Thiếu tướng (1989).
- Tháng 10, 1987 – 1990: Tiêu Văn Mẫn, Đại tá, Thiếu tướng (1988), Trung tướng (1994), sau là Phó Tư lệnh Chính trị Quân khu 5.
- 1990–2004: Lê Xuân Thanh, Thiếu tướng.
- 1980–1983: Hà Quốc Toản, Thiếu tướng (1989)
- 1985–1987: Hà Quốc Toản
- 1987–1990: Tiêu Văn Mẫn, Trung tướng (1994)
- 2003–2007: Nguyễn Tuấn Dũng, Trung tướng (2008), Phó Giáo sư, Tiến sĩ, Phó chủ nhiệm Tổng cục Chính trị (2008–2012).
- 2007–2010: Hà Minh Thám, Trung tướng, Chính ủy Tổng cục Kỹ thuật (2011–2015)
- 2010–2014: Chu Công Phu (1956–), Thiếu tướng (2010), sau làm Phó Chính ủy Học viện Chính trị (2014–2016)
- 2014–10.2016: Nguyễn Duy Quyền, Thiếu tướng (2014)
- 10.2016– 4.2018: Lê Quang Xuân, Thiếu tướng (2017)[19], Chính ủy Học viện Lục Quân (4.2018–nay)
- 4.2018– 6.2020: Bùi Huy Biết, Thiếu tướng (2018)
- 6.2020– 9.2021: Nguyễn Văn Thế, Thiếu tướng (2020), Phó Chính ủy Trường Sĩ quan Lục quân 2 (9.2021-nay)
- 9.2021- nay: Nguyễn Văn Lanh

### Tham mưu trưởng
- 1978 – Tháng 5, 1979: Nguyễn Quốc Thước, Đại tá, Thiếu tướng (1980), Trung tướng (1987), Anh hùng lực lượng vũ trang nhân dân, Tư lệnh Quân khu 4.
- Tháng 1, 1980 – Tháng 5, 1982: Bùi Đình Hòe, Đại tá, nguyên Phó Tư lệnh (1979 – 1980).
- Tháng 2, 1983 – Tháng 12, 1983: Khuất Duy Tiến, Đại tá, Thiếu tướng (1984), Trung tướng (1990), nguyên Phó tư lệnh (1979 – 2.1983).
- Tháng 12, 1983 – Tháng 9, 1984: Phạm Duy Tân, Đại tá, nguyên Phó tư lệnh (12.1983 – 1990).
- 8 tháng 11, 1984 – 15 tháng 10, 1987: Đinh Xuân La, Thiếu tướng
- 15 tháng 10, 1987 – 31 tháng 1, 1989: Trần Tất Thanh, Đại tá, Thiếu tướng, Trung tướng.
- 21 tháng 10, 1988 – 12 tháng 9, 1991: Lê Quang Bình, Đại tá.
- 25 tháng 8, 1989 – 12 tháng 11, 1993: Đỗ Công Mùi, Đại tá.
- 1 tháng 9, 1993 – 30 tháng 12, 1997: Nguyễn Hữu Hạ, Thượng tá, Đại tá, Thiếu tướng (2002), Trung tướng (2006), sau trở thành Tư lệnh Quân đoàn (1997–2000), Cục trưởng Cục Điều tra Hình sự (2000–2002) và Hiệu trưởng Trường Sĩ quan Lục quân 1 (2002–2007).
- 29 tháng 11, 1997 – 1 tháng 2, 2002: Phạm Xuân Hùng, Tiến sĩ, Đại tá, Thiếu tướng (2002), Trung tướng (2006), Thượng tướng (2014), sau là Tư lệnh Quân đoàn (2002–2004), Giám đốc Học viện Quốc phòng (2007–2008) và Phó Tổng Tham mưu trưởng (2008–2016).
- 1 tháng 2, 2002 – 24 tháng 6, 2002: Hoàng Văn Hoặc, Đại tá.
- 24 tháng 6, 2002 – 2007: Nguyễn Vĩnh Phú, Đại tá, Thiếu tướng (2007), Trung tướng (2011), sau là Tư lệnh Quân đoàn (2007–2009), Chủ nhiệm Tổng cục Hậu cần (2009–2014)
- 2009–2012, Đậu Đình Toàn,Trung tướng (2016) Cục trưởng Cục Quân huấn (2015– 2018)
- 2012–2015, Vũ Văn Sỹ, Thiếu tướng (2015) Cục trưởng Cục Quân huấn (2018– nay)
- 2015–2.2018, Trần Quốc Thái, Thiếu tướng Phó giám đốc Học viện Lục quân (Việt Nam) (2.2018–nay)
- 3.2018–7.2018, Thái Văn Minh, Thiếu tướng (2018) Tư lệnh Quân đoàn 3 (7.2018–nay)
- 8.2018–4.2020, Nguyễn Anh Tuấn, Đại tá, nguyên Sư đoàn trưởng Sư đoàn 320.
- 4.2020– nay, Nguyễn Bá Lực, Thiếu tướng (2024), nguyên Sư đoàn trưởng Sư đoàn 10.

### Các tướng lĩnh khác
- 2008–2009, Phạm Thanh Sơn, Phó Chính uỷ, Thiếu tướng (2009), PGS TS Chủ nhiệm Khoa Mác Lê nin – Học viện Quốc phòng.